# İş Bank Tower 1
El İş Bank Tower 1 es un rascacielos situado en la parte europea de Estambul. Fue el edificio más alto de Turquía hasta 2010, cuando fue superado por el Zafiro de Estambul. Entró en servicio tras su ceremonia de apertura entre los días 23 y 26 de agosto de 2000. Tiene 52 plantas y su altura oficial es 181.20 m.

## Características
La torre utiliza tecnologías inteligentes. Se localiza cerca de la estación de metro de Levent.
Fue construido y es propiedad de Türkiye İş Bankasi (Banco de Negocios de Turquía). Comparte semejanzas con la Torre Trump de Nueva York, a su vez diseñada por la firma de arquitectos Swanke Hayden Connell.